# Бурім Кукелі
Бурім Кукелі (алб. Burim Kukeli, нар. 16 січня 1984, Джяковіца) — швейцарський і албанський футболіст, півзахисник «Цюриха» та національної збірної Албанії.
Дворазовий володар Кубка Швейцарії.

## Клубна кар'єра
Народився 16 січня 1984 року в місті Джяковіца (СФРЮ) в родині косовських албанців. У чотирирічному віці разом з родиною переїхав до Швейцарії, де з 9 років почав займатися футболом у школі клубу «Золотурн». З 2001 року почав включатися до складу основної команди того ж клубу, а протягом 2003—2008 років грав за нижчолігові швейцарські «Ольтен», «Цофінген» та «Шетц».
Своєю грою за останню команду привернув увагу представників тренерського штабу клубу «Люцерн», до складу якого приєднався на початку 2008 року. Лише з сезону 2009/10 вже досить досвідчений півзахисник став стабільно потрапляти до основного складу цього представника Швейцарської Суперліги. Загалом відіграв за люцернську команду чотири з половиною сезони, взявши участь у понад 100 матчах чемпіонату.
Влітку 2012 року уклав трирічний контракт з іншим клубом швейцарського вищого дивізіону, «Цюрихом». Протягом першої половини сезону взяв участь у 12 іграх, після чого був змушений пропустити півтора року через надзвичайно важку травму ноги, отриману 3 лютого 2013 року у грі проти «Беллінцони». Відновився лише влітку 2014 року, відтоді досить регулярно виходить на поле у складі «Цюриха».

## Виступи за збірну
Один з цілої низки косовських албанців, що свого часу опинилися у Швейцарії, де досягли певних успіхів у футбольній кар'єрі, а згодом прийняли пропозицію захищати на рівні збірних кольори Албанії.
7 вересня 2012 року дебютував в офіційних матчах у складі національної збірної Албанії, провівши на полі усі 90 хвилин гри відбору до чемпіонату світу 2014 проти збірної Кіпру. До отримання важкої травми на початку 2013 та після повного відновлення в середині 2014 регулярно викликався до лав національної команди, а в травні 2016 року був включений до її заявки для участі в першому в історії збірної Албанії великому турнірі — фінальній частині чемпіонату Європи у Франції.
| Дата       | Місто      | Господарі  | Результат | Гості      | Турнір            | Голи | Примітки |
| ---------- | ---------- | ---------- | --------- | ---------- | ----------------- | ---- | -------- |
| 7-9-2012   | Тирана     | Албанія    | 3 – 1     | Кіпр       | Відбір до ЧС 2014 | -    |          |
| 11-9-2012  | Цюрих      | Швейцарія  | 2 – 0     | Албанія    | Відбір до ЧС 2014 | -    | 55'      |
| 12-10-2012 | Тирана     | Албанія    | 1 – 2     | Ісландія   | Відбір до ЧС 2014 | -    | 58'      |
| 16-10-2012 | Тирана     | Албанія    | 1 – 0     | Словенія   | Відбір до ЧС 2014 | -    |          |
| 7-9-2014   | Авейру     | Португалія | 0 – 1     | Албанія    | Відбір до ЧЄ 2016 | -    | 66'      |
| 11-10-2014 | Ельбасан   | Албанія    | 1 – 1     | Данія      | Відбір до ЧЄ 2016 | -    |          |
| 14-10-2014 | Белград    | Сербія     | 0 – 3     | Албанія    | Відбір до ЧЄ 2016 | -    |          |
| 14-11-2014 | Ренн       | Франція    | 1 – 1     | Албанія    | товариський матч  | -    | 92'      |
| 18-11-2014 | Генуя      | Італія     | 1 – 0     | Албанія    | товариський матч  | -    | 67'      |
| 29-3-2015  | Ельбасан   | Албанія    | 2 – 1     | Вірменія   | Відбір до ЧЄ 2016 | -    | 84'      |
| 4-9-2015   | Копенгаген | Данія      | 0 – 0     | Албанія    | Відбір до ЧЄ 2016 | -    | 77'      |
| 7-9-2015   | Ельбасан   | Албанія    | 0 – 1     | Португалія | Відбір до ЧЄ 2016 | -    |          |
| 11-10-2015 | Єреван     | Вірменія   | 0 – 3     | Албанія    | Відбір до ЧЄ 2016 | -    | 73'      |
| 26-3-2016  | Відень     | Австрія    | 2 – 1     | Албанія    | товариський матч  | -    | 86'      |
| 29-3-2016  | Люксембург | Люксембург | 0 – 2     | Албанія    | товариський матч  | -    | 46'      |
| Усього     |            | Матчів     | 15        |            | Голів             | 0    |          |

## Титули і досягнення
- Володар Кубка Швейцарії (2):

«Цюрих»: 2013–14, 2015–16